# Чемпионат мира по стрельбе из лука 1959
Чемпионат мира по стрельбе из лука 1959 — 20-й чемпионат мира по стрельбе из лука. Соревнование было проведено в Стокгольме (Швеция) в августе 1959 года и было организовано Всемирной федерацией стрельбы из лука (FITA).

## Медалисты

### Классический лук
| Дисциплина                     | Золото         | Серебро         | Бронза       |
| Мужчины. Индивидуальный турнир | Джеймс Касперс | Роберт Кади     | Джеймс Нииди |
| Женщины. Индивидуальный турнир | Энн Корби      | Сигрид Юханссон | Люсиль Шайн  |
| Мужчины. Командный турнир      | США            | Бельгия         | Швеция       |
| Женщины. Командный турнир      | США            | Великобритания  | Чехословакия |

## Медальный зачёт
| Место | Страна         | Золото | Серебро | Бронза | Всего |
| ----- | -------------- | ------ | ------- | ------ | ----- |
| 1     | США            | 4      | 1       | 2      | 7     |
| 2     | Швеция         | -      | 1       | 1      | 2     |
| 3     | Бельгия        | -      | 1       | -      | 1     |
| 3     | Великобритания | -      | 1       | -      | 1     |
| 4     | Чехословакия   | -      | -       | 1      | 1     |